# Stallebach
Der Stallebach, auch Stallerbach oder Ragötzbach, ist ein Bach in der Gemeinde St. Jakob in Defereggen (Bezirk Lienz). Der Bach entspringt in den Villgratner Bergen und mündet bei Rinderschinken in die Schwarzach.

## Verlauf
Der Stallebach entspringt in einem Hochtal der Villgrater Berge zwischen der Hochkreuzspitze im Westen, den Hellböden im Süden und der Pfannspitze im Osten. Er fließt in der Folge in nördlicher Richtung durch alpines Gelände und passiert nach rund 2 Kilometern Fließstrecke östlich die Jesachalm, in deren Bereich der Jesachbach rechtsseitig einmündet. Nach der Jesachalm werden die Ufer des Stallebachs zunehmend bewaldet, wobei der Unterlauf des Stallebachs durch eine Waldschlucht führt und über einen Wasserfall stürzt. Im Unterlauf passiert der Stallebach die Alpe Stalle, die Vordere Stalle und tritt danach in das Tal der Schwarzach ein. Hier fließt der Bach östlich an der Ortschaft Rinderschinken vorbei und mündet schließlich in die Schwarzach.